# ジョージ・ダービー
ジョージ・ダービー（George H. Derby 、1857年7月15日 - 1925年7月4日）は、アメリカ合衆国マサチューセッツ州ウェブスター出身のプロ野球選手（投手・外野手）。右投げ左打ち。ニックネームは"Jonah"。1881年のナショナルリーグ最多奪三振投手。メジャーリーグでの実働はわずか3年だった。

## 経歴
1881年、新たに創設されたデトロイト・ウルバリンズに入団しチームの投手を務めた。この年は56試合に登板して55完投し、勝敗は29勝26敗、リーグ最多となる212奪三振と、9つの完封を記録した。2年目には登板機会が減って17勝20敗という成績だったが、182奪三振はリーグ3位の数だった。3年目にはバッファローに活躍の場を求めたが、同年の成績は2勝10敗に終わり、この年を最後にメジャーリーグを離れている。1925年にフィラデルフィアで亡くなった。

## 詳細情報

### 投手成績
※数字の後の"*"は、記録不明箇所があることを示す。
| 登 板 | 先 発 | 投 球 回 | 勝 利 | 完 封 | 敗 戦 | 救 援 | 奪 三 振 | 被 安 打 | 被 本 塁 打 | 与 四 球 | 与 死 球 | 暴 投 | 自 責 点 | 防御率 |
| ----- | ----- | -------- | ----- | ----- | ----- | ----- | -------- | -------- | ----------- | -------- | -------- | ----- | -------- | ------ |
| 110   | 107   | 964.1    | 48    | 12    | 56    | 1     | 428      | 1064     | 14          | 182      | -        | 35    | 322      | 3.01   |

### 打撃成績
- 通算：115試合、444打数87安打、本塁打0、打点23、打率.196

### タイトル
- 最多奪三振：1回　1881年